# Space Odyssey
De Space Odyssey-reeks is een sciencefiction-mediafranchise bestaande uit vier boeken, twee films, twee korte verhalen en een strip. De franchise is bedacht door schrijver Arthur C. Clarke.

## Media

### Korte verhalen
- "The Sentinel" — kort verhaal geschreven in 1948 en voor het eerst gepubliceerd in 1951 als "Sentinel of Eternity"
- "Encounter at Dawn" — een kort verhaal voor het eerst gepubliceerd in 1953.

### Boeken
- 2001: A Space Odyssey (1968)
- The Lost Worlds of 2001 (1972; een special boek met materiaal dat niet in de eerste roman was verwerkt)
- 2010: Odyssey Two (1982)
- 2061: Odyssey Three (1987)
- 3001: The Final Odyssey (1997)

### Films
- 2001: A Space Odyssey (1968)
- 2010: The Year We Make Contact(1984)

## Creatie
Het scenario voor 2001 werd geschreven door Clarke en Stanley Kubrick, gebaseerd op een idee uit "The Sentinel". Het boek en de film werden met enige vertraging een groot succes, waarop Clarke besloot een vervolg te schrijven. Dit begon als een filmscript, maar werd uiteindelijk een boek. Dit boek werd een paar jaar na uitgave alsnog verfilmd.

## Elementen

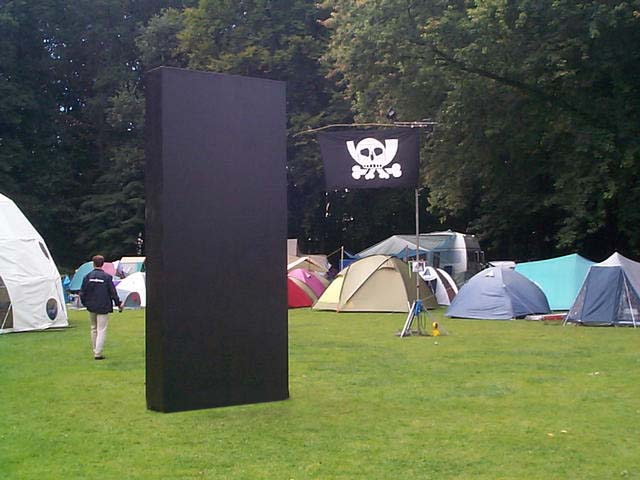
De monoliet

De verhalen uit de reeks spelen zich allemaal af in een alternatieve geschiedenis waarin de mens reeds in de jaren 90 van de 20e eeuw de technologie heeft ontwikkeld om verre ruimtereizen te kunnen maken. Onderling vertonen de verhalen enkele tegenstrijdigheden, volgens Clarke omdat de verhalen zich afspelen in een multiversum met verschillende parallelle tijdlijnen en universums.
Een belangrijk element in de reeks zijn de monolieten; geavanceerde machines gebouwd door een intelligent buitenaards ras. Deze monolieten zijn van grote invloed op de geschiedenis van de mensheid. Ze hebben onder andere de menselijke evolutie in gang gezet en de mens ertoe aangezet de ruimte te willen gaan verkennen. In de reeks worden drie monolieten ontdekt door de mensheid in het zonnestelsel, maar er wordt vermeld dat het buitenaardse ras er duizenden gemaakt heeft. De monolieten zien eruit als geheel zwarte, rechthoekige blokken.